# Sananduva (gemeente)
Sananduva is een gemeente in de Braziliaanse deelstaat Rio Grande do Sul. De gemeente telt 15.216 inwoners (schatting 2009).

## Aangrenzende gemeenten
De gemeente grenst aan Cacique Doble, Centenário, Charrua, Floriano Peixoto, Ibiaçá, Lagoa Vermelha, Santo Expedito do Sul en São João da Urtiga.